# Futsal Clube Azeméis
{{Info/Clube de futsal
O Futsal Clube Azeméis é uma equipa de futsal, da cidade de Oliveira de Azeméis, que participa no Campeonato Português de Futsal.
O clube já conquistou um título nacional, sendo assim campeão nacional da II Divisão, e também conquistou 7 títulos regionais.
Fez a sua primeira participação na Taça da Liga de Futsal na época de 2016-17.